# Strolången
Strolången är en sjö i Söderköpings kommun och Valdemarsviks kommun i Östergötland och ingår i Söderköpingsåns huvudavrinningsområde. Sjön har en area på 3,15 kvadratkilometer och ligger 28 meter över havet. Sjön avvattnas av vattendraget Söderköpingsån (Gusumsån).
Sjön är långsmal i nordsydlig riktning, ca 5 km lång och 1 km bred. Den avvattnas norrut och ingår i Söderköpingsåns vattensystem.

## Delavrinningsområde
Strolången ingår i delavrinningsområde (647189-153817) som SMHI kallar för Utloppet av Strolången. Medelhöjden är 56 meter över havet och ytan är 58,39 kvadratkilometer. Räknas de 16 avrinningsområdena uppströms in blir den ackumulerade arean 366,57 kvadratkilometer. Avrinningsområdets utflöde Söderköpingsån (Gusumsån) mynnar i havet. Avrinningsområdet består mestadels av skog (50 procent), öppen mark (11 procent) och jordbruk (32 procent). Avrinningsområdet har 3,14 kvadratkilometer vattenytor vilket ger det en sjöprocent på 5,4 procent. Bebyggelsen i området täcker en yta av 0,79 kvadratkilometer eller 1 procent av avrinningsområdet.